# Kis nagy ember
A Kis nagy ember (angolul: Little Big Man) 1970-ben bemutatott színes amerikai westernfilm. Arthur Penn alkotása Thomas Berger 1964-ben megjelent azonos című regénye alapján készült. A két főszereplő Dustin Hoffman és Faye Dunaway.

## Cselekmény
Jack Crabb az öregek otthonában élő igen idős ember. Élettörténetét meséli el egy történésznek. Kiderül, hogy gyerekkorában a sájen indiánok elrabolták és ők nevelték föl. Jack kilógott a sorból, nem vált tökéletes indiánná, és későbbi élete során is ingadozik a bennszülöttek és a fehérek világa között, ahol végül megállapodik. Elbeszélése szerint Custer tábornok (aki ekkor alezredesi rangban szolgált) csapatában volt a Little Bighorn-i csatában, és ő volt az egyetlen túlélő az amerikai oldalon.

## Szereplők
| Színész            | Szerep                        | Magyar hang                 | Magyar hang               | Magyar hang            |
| Színész            | Szerep                        | 1. szereposztás (1973)      | 2. szereposztás (1984)    | 3. szereposztás (2004) |
| ------------------ | ----------------------------- | --------------------------- | ------------------------- | ---------------------- |
| Dustin Hoffman     | Jack Crabb idősebb Jack Crabb | Márton András Pethes Sándor | Márton András Tyll Attila | Háda János             |
| Faye Dunaway       | Mrs. Pendrake                 | Kállay Ilona                | Káldi Nóra                | Kovács Nóra            |
| Martin Balsam      | Mr. Merriweather              | Szabó Ottó                  | Szabó Ottó                | Barbinek Péter         |
| Chief Dan George   | Vén Vidrabőr                  | Kőmíves Sándor              | Kenderesi Tibor           | Dobránszky Zoltán      |
| Richard Mulligan   | George Armstrong Custer       | Tyll Attila                 | Mécs Károly               | Végh Péter             |
| Jeff Corey         | Vad Bill Hickok               | Raksányi Gellért            | Raksányi Gellért          | Kiss Gábor             |
| Cal Bellini        | Fiatal medve                  | ?                           | ?                         | ?                      |
| Aimée Eccles       | Napsugár                      | Detre Annamária             | ?                         | Németh Borbála         |
| Kelly Jean Peters  | Olga Crabb                    | ?                           | ?                         | Kocsis Mariann         |
| Carole Androsky    | Caroline Crabb                | Pécsi Ildikó                | Pécsi Ildikó              | ?                      |
| Robert Little Star | Kicsi ló                      | Verebély Iván               | ?                         | Fekete Zoltán          |
| Ruben Moreno       | Árnyék látóképesség           | ?                           | ?                         | ?                      |
| Steve Shemayne     | Burns Red a napban            | ?                           | ?                         | ?                      |
| William Hickey     | Történész                     | ?                           | Varga T. József           | ?                      |